# Klaus Kroschke Holding
Die Klaus Kroschke Holding mit Sitz in Braunschweig ist eine inhabergeführte Firmengruppe in den Tätigkeitsbereichen Herstellung und Handel von Produkten und Dienstleistungen rund um den Bereich Arbeitssicherheit, Sicherheits- und Produktkennzeichnung sowie Hard- und Softwaresysteme für die Logistik sowie Etikettendrucker und -systeme. Sie vereint 12 Tochtergesellschaften mit insgesamt ca. 800 Mitarbeitern.

Das Unternehmen hat Tochtergesellschaften mit Standorten in Deutschland, Österreich sowie der Schweiz und wird mit American Permalight in den USA vertreten. 

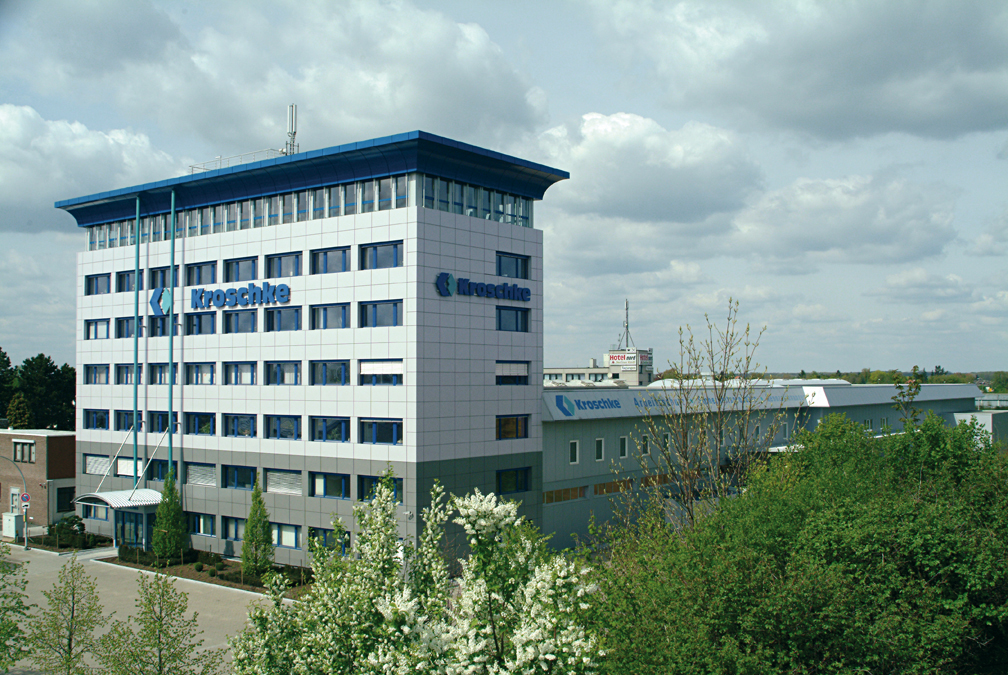
Gebäude der Klaus Kroschke Holding GmbH & Co in Braunschweig

## Geschichte
1957 eröffnete das Ehepaar Martin und Elfriede Kroschke in Braunschweig eine Prägestelle für Autoschilder. Nach telefonischer Bestellung fertigte Martin Kroschke die Kunststoff-Schilder im eigenen Keller seines Hauses. Anschließend montierte er sie am Auto des Kunden. 1962 richtete das Ehepaar sein erstes Ladengeschäft ein.
1969 trat der Sohn Klaus Kroschke in das elterliche Unternehmen ein. 1971 wurde der dritte und jetzigen Standort in der Kroschkestraße bezogen. 1974 folgte ihm sein Bruder Christoph. Klaus Kroschke spezialisierte sich vor allem auf die Erweiterung der Aktivitäten in den Geschäftsfeldern Verkehrs- und Arbeitssicherheitskennzeichen, Werbesiebdruck sowie gravierte und geprägte Schilder. Christoph Kroschke baute das Filialgeschäft aus und eröffnete Filialen in Essen, Stuttgart und Dortmund. 1987 wurden von Braunschweig aus 100 Filialen koordiniert. Außerdem expandierte das Unternehmen auch nach Klosterneuburg in Österreich.
Im Jahr 1991 wurde die Kroschke sign-international GmbH gegründet und 1992 in die zwei Unternehmensbereiche Autoschilder und Arbeitssicherheitskennzeichen aufgeteilt.
1993 wurde die Kroschke Stiftung für Kinder von den Brüdern Klaus und Christoph Kroschke, den Gründern der Kroschke Gruppe, ins Leben gerufen und wird seither von ihnen unterstützt.
1994 entschieden sich die Brüder für eine Teilung der Unternehmensgruppe. Die von Christoph Kroschke geführten Unternehmen zogen 1995 unter dem Dach der Christoph Kroschke Holding GmbH & Co. KG nach Ahrensburg in Schleswig-Holstein. Klaus Kroschke verblieb mit der Klaus Kroschke Holding GmbH & Co. KG in Braunschweig und fokussiert sich seitdem auf die Bereiche Arbeitssicherheit und Kennzeichnung.
Im Jahr 2017 trat Klaus Kroschkes Sohn Lars Kroschke in die Geschäftsführung der Firmengruppe ein. Seitdem arbeiten Klaus und Lars Kroschke Seite an Seite mit Frithjof von Kessel in der Geschäftsführung der Klaus Kroschke Gruppe.

## Unternehmen der Gruppe

### Kroschke sign-international GmbH
Kroschke sign-international GmbH mit Sitz in Braunschweig hat 450 Mitarbeiter und ist auf die Sortimente Kennzeichnung und betriebliche Sicherheit spezialisiert. 

### Kroschke Ges.m.b.H.
1987 wurde die österreichische Firma Austroschrift an ihrem Standort Wien von der Klaus Kroschke Gruppe übernommen. 1995 zog die Firma nach Klosterneuburg. Das unter Kroschke Ges.m.b.H. firmierende Unternehmen vertreibt seitdem Sicherheitskennzeichen, Produkte zur betrieblichen Sicherheit und persönliche Schutzausrüstung (PSA).

### American Permalight Inc.
Die American Permalight Inc. mit Sitz in Los Angeles wurde 1988 gegründet und im Jahr 2002 zusammen mit  Permalight-Deutschland übernommen. Während in Deutschland Permalight als Marke der Kroschke sign-international GmbH geführt wird, blieb in den USA eine eigenständige Firma bestehen. American Permalight produziert und vertreibt weltweit lang nachleuchtende Sicherheitsprodukte, wie u. a. bodennahe Leitsysteme, Flucht- und Rettungsschilder sowie Schutzprofile mit Schwerpunkt auf Kanada, den USA und Lateinamerika. Permalight-Produkte sind unter anderem im One World Trade Center verbaut und werden in der internationalen Raumstation ISS verwendet.

### HEIN Industrieschilder GmbH
Gegründet wurde das Unternehmen bereits 1930 als kleine Firma für Gravurarbeiten unter dem Namen HEIN Metallwaren Fabrik in Heidelberg. Die HEIN Industrieschilder GmbH wurde im Jahr 1998 ein Teil der Klaus Kroschke Gruppe. Das Sortiment des Unternehmens umfasst den Bereich der industriellen Produktkennzeichnung. Seit 2009 ist das Unternehmen ein autorisierter Hersteller von UL-zugelassenen Maschinenkennzeichen in der Produktkategorie PGDQ2/8 – Marking and Labeling Systems-Component. Die Produkte werden am Standort in Sinsheim und Braunschweig von rund 50 Mitarbeitern produziert. Seit 2021 gibt es bei HEIN neben der industriellen Produktkennzeichnung auch die Sparte industrieller Produktschutz. Zu dem neuen Vertriebs-Segment gehören unter anderem partikelarme Schutzkleidung, spezielle Reinigungsmittel und Mobiliar.

### Labelident GmbH
Die Labelident GmbH wurde im Jahr 2004 von Thomas Simon und einem Partner in Stammheim bei Schweinfurt gegründet. Das Kerngeschäft ist Versandkennzeichnung, insbesondere Blanko-Etiketten, und Etikettendrucker.  2010 wurde das Unternehmen ein Mitglied der Klaus Kroschke Gruppe und wurde 2014 mit einem Neubau im Gewerbegebiet Maintal vergrößert. 2019 beschäftigte die Labelident GmbH über 100 Mitarbeiter. In Österreich wurde 2019 in Sattledt die Labelident AT GmbH gegründet, die Etiketten und Druckersysteme anbietet.

### SSV-Kroschke GmbH
Die seit 1993 von Ulrich Mönch als eigenständiges Unternehmen geführte SSV Technik GmbH vertrieb ursprünglich Spezial-Schweiß-Verbindungstechnik. Heute besteht das Kerngeschäft darin, Beschaffungsprozesse beim Kunden durch C-Teile-Management zu digitalisieren. Seit 2020 ist das Unternehmen Teil der Klaus Kroschke Gruppe und beschäftigt am Standort in Wutha-Farnroda 60 Mitarbeiter.

### VEBICODE AG
Die VEBICODE AG ist ein Unternehmen für Strichcode- und Etikettier-Lösungen in der Schweiz. Es wurde 1995 von Sergio Ventura und Marco Bigiolli als EDS AG gegründet und 1996 in VEBICODE AG umbenannt. Der Name setzt sich aus den Nachnamen der beiden Gründer zusammen. ‚CODE‘ steht für das Kerngeschäft des Unternehmens rund um Barcodetechnologie. Seit 1998 ist das Unternehmen offizieller Haupthändler für cab-Produkte in der Schweiz am Standort Rapperswil. Das Unternehmen wurde 2021 von der Klaus Kroschke Gruppe übernommen.